# Frane Barbieri
Frane Barbieri (Makarska, 25. studenog 1923. – Torino, 9. kolovoza 1987.), hrvatski novinar i publicist
Bio je urednik u "Vjesniku"  (1951. – 1953.), te osnivač "Vjesnika u srijedu". Pisao je o raznim temama u domaćim i stranim novinama, posebice u talijanskim dnevnicima "Il Giornale" i "La Stampa".